# Erica Tietze-Conrat
Erica Tietze-Conrat (Viena, 20 de junho de 1883 – Nova York, 12 de dezembro de 1958), também conhecida como Erika Conrat ou Erica Tietze, foi uma historiadora de arte austríaca-americana, sendo uma das primeiras mulheres a estudar história da arte, uma forte apoiadora da arte contemporânea em Viena, historiadora de arte especializada em arte renascentista e da escola de Veneza.

## Vida
Erica Conrat era de uma proeminente família judia de Viena que havia se convertido ao protestantismo. Era a caçula de três irmãs, e a mais velha, Ilse Conrat foi escultora. O seu pai era Hugo Conrat (também conhecido como Hugo Cohn), um ávido amante da música e amigo de Johannes Brahms. Erica foi altamente musical, tocou piano e esteve com Alexander von Zemlinsky e Arnold Schoenberg, entre outros amigos, através dos quais acabou por conhecer Karl Kraus. Eles também compartilharam uma longa amizade com Alma Mahler.
Erica Conrat estudou história da arte na Universidade de Viena,entre 1902 e 1905 com Franz Wickhoff e Alois Riegl e em 1905, recebeu seu doutorado com a tese de contribuições para a história de Georg Raphael Donner. Ela foi a primeira mulher a completar o curso de história da arte na Universidade de Viena com a obtenção de um doutorado. No mesmo ano, Erica casou-se com seu colega Hans Tietze, ele também era estudante de história da arte durante o período. Esta foi o primeiro programa de história da arte da "Escola de Viena". A europa carecia significativamente de vagas de professoras para mulheres naquela época, por isso Erica ocupou-se em ajudar seu marido em sua pesquisa tendo ambos, posteriormente, formado uma equipe de pesquisa. Entre 1908 e 1910 o casal teve quatro filhos.
Erica e Hans Tietze eram amigos de muitos artistas contemporâneos, incluindo Oskar Kokoschka , que foi contratado para pintá-los em 1909. O retrato está agora no Museu de Arte Moderna de Nova York. O escultor Georg Ehrlich criou dois bustos de bronze de Hans e Erica Tietze que estão agora no Österreichische Galerie Belvedere em Viena, bem como inúmeros desenhos artísticos de Erica Tietze.[carece de fontes?]
Em 1938, o casal emigrou para os estados unidos por razões políticas durante a Segunda Guerra Mundial, Erica Tietze trabalhou como pesquisadora, professora universitária na Universidade de Columbia tendo publicado obras sobre a história da arte e sobre artistas do Renascimento, também sobre artistas contemporâneos de Viena até a sua morte.
Em 1970, uma sala no Museu Austríaco de Arte Barroca foi nomeado em homenagem a Erica Tietze-Conrat por suas contribuições no estudo sobre artistas austríacos.
No outono de 2004, a Sociedade Internacional Hans Tietze e Erica Tietze-Conrat foi fundada em Viena para abrigar as obras completas sobre história da arte do casal.[carece de fontes?]
O filho do casal é o turcologista Andreas Tietze.

## Trabalhos
- "The Art of Woman. An epilogue to the exhibition at the Vienna Secession", in: Journal of Fine Art , NF 22, 1911, pp. 146-148.
- "Austrian Baroque sculpture", Vienna 1920.
- "Oskar Laske", Vienna 1921.
- "Andrea Mantegna", Leipzig 1923.
- "The French engraving of the Renaissance", Munich 1925.
- "The Drawings of the Venetian Painters in the 15th and 16th Centuries", New York 1944 (shared with Hans Tietze)
- "Mantegna. Paintings, Drawings, Engravings", London 1955.
- "Georg Ehrlich", London 1956.
- "Dwarfs and Jesters in Art", London 1957.

## Literatura
- "Ensaios em Homenagem a Hans Tietze", Paris, 1958 (com uma bibliografia completa dos escritos de Hans Tietze e Erica Tietze-Conrat).
- Almut Krapf-Weiler: "Erica Tietze Conrat (1883-1958) e Alma Mahler-Schindler (1879-1964), um encontro , em: Sem fumaça vai nada! Um Festschrift para o 50º aniversário do Dr. Pedro Rauch", Viena, Colônia e de Weimar, 1992, p 77-84.
- Almut Krapf-Weiler: "o Leão e a Coruja". Hans Tietze e Erica Tietze-Conrat - um esboço biográfico , em: Belvedere , 1, 1999, pp. 64-83.
- Almut Krapf-Weiler (ed.): "Erica Tietze-Conrat. A mulher na ciência da arte." Textos 1906-1958 , Viena, 2007.
- Ulrike Wendland: "Biográfico Manual do alemão historiadores de arte no exílio. A vida e o trabalho dos perseguidos e exilados sob o Nazismo os cientistas."  Saur, Munique, 1999, vol 2, p 679-703